# Coline Defaud
Coline Defaud (* um 2010) ist eine französische Schauspielerin, die im Jahr 2021 durch einen Auftritt in der Eröffnungssequenz des Films James Bond 007: Keine Zeit zu sterben bekannt wurde.

## Leben und Karriere
Defaud stammt aus dem französischen Übersee-Département Réunion und lebt in Paris.
Defaud nahm 2018 in Paris an einem Casting teil, bei dem eine Kinderdarstellerin gesucht wurde, die Ähnlichkeit mit der französischen Schauspielerin Léa Seydoux haben sollte. Erst in der zweiten Casting-Runde erfuhr Defaud, dass es um eine Rolle in dem 25. James-Bond-Film gehen solle. Defaud erhielt schließlich die Rolle und spielte in der Eröffnungsszene von James Bond 007: Keine Zeit zu sterben die von Léa Seydoux verkörperte Madeleine Swann als Kind.

## Filmografie
- 2021: James Bond 007: Keine Zeit zu sterben (No Time to Die)